# Guillermo Pujadas
Guillermo León Pujadas (Uruguay, 6 de febrero de 1997), más conocido como Guillermo Pujadas, es un jugador profesional uruguayo de rugby que se desempeña en la posición de hooker en Chicago Hounds, equipo perteneciente a la liga Major League Rugby.

## Carrera
En 2019, Pujadas hizo su debut como profesional con el equipo Peñarol Rugby (2019-2023), después pasó a Chicago Hounds, disputando su primera temporada en la Major League Rugby.